# Max Lerel
Max Lerel, de son vrai nom Maurice Versel, né le 8 janvier 1894, à Aigle et mort le 20 décembre 1962  à Lausanne, est un acteur, danseur, scénariste, réalisateur et producteur suisse.

## Biographie
En 1945, il joue dans deux pièces de Jacques Aeschlimann à Lausanne : L'indignation de Martin Brûlé et L'Expérience du Docteur Koerner.

## Filmographie
- 1924 : Quelqu'un dans l'ombre ou L'Éphémère de Marcel Manchez (2,100 m) - Elie
- 1924 : Claudine et le Poussin ou Le Temps d'aimer de Marcel Manchez (1,700 m) - Le chauffeur
- 1925 : Paris en 5 jours de Nicolas Rimsky
- 1926 : La Tournée Farigoule de Marcel Manchez - Léon Perrache
- 1927 : Le Train de 8h47 de Georges Pallu - La Guillaumette
- 1927 : Le Chasseur de chez Maxim's de Nicolas Rimsky et Roger Lion - Octave
- 1927 : Un chapeau de paille d'Italie de René Clair - Un invité à la noce
- 1928 : La Roche d'amour de Max Carton (1,800 m) - Le domestique
- 1929 : Mon béguin de Hans Behrendt
- 1929 : Voici dimanche de Pierre Weill (2,000 m) - Arthur, le modeste employé
- 1929 : Amour et Carrefour de Georges Péclet (3,000 m) - Oscar Touche
- 1929 : La Dame de bronze et le Monsieur de cristal de Marcel Manchez (1,700 m)
- 1929 : Le Peintre exigeant de Maurice Champreux et Robert Beaudoin - court métrage -
- 1931 : Sous le casque de cuir de Albert de Courville - Reynier
- 1931 : 77, rue Chalgrin de Albert de Courville - Georges Malton
- 1931 : Un coup de téléphone de Georges Lacombe - Le fiancé
- 1931 : Circulez! de Jean de Limur
- 1931 : Le Voisin du dessus de André E. Chotin - court métrage -
- 1931 : Vive la classe de Maurice Cammage - court métrage - Le capitaine Roquard
- 1931 : Monsieur le contrôleur de Georges Pallu - court métrage - Le contrôleur
- 1932 : L'Affaire de la rue Mouffetard de Pierre Weill - court métrage -
- 1932 : Mirages de Paris de Fédor Ozep - Le cousin
- 1933 : La Vierge du rocher de Georges Pallu
- 1933 : Le Grand Bluff de Maurice Champreux - Arthur
- 1933 : Georges et Georgette de Reinhold Schünzel et Roger Le Bon
- 1933 : Du haut en bas de Georg-Wilhelm Pabst - Un client
- 1933 : Le Coq du régiment de Maurice Cammage
- 1933 : Le Relais d'amour de André Pellenc - court métrage -
- 1933 : Quand on a sa voiture de André Pellenc - court métrage -
- 1933 : Noces et Banquets de Roger Capellani - court métrage -
- 1933 : Je suis un as de Joseph Tzipine - court métrage -
- 1933 : Une heure de rêve de Joseph Tzipine - court métrage -
- 1933 : Le Gros Lot ou la Veine d'Anatole de Maurice Cammage - court métrage -
- 1933 : Coquin de sort d'André Pellenc - court métrage -
- 1934 : J'épouserai mon mari de Maurice Labro et Pierre Weill - court métrage -
- 1934 : Le Billet de mille de Marc Didier
- 1934 : Les Bleus de la marine de Maurice Cammage - Le pochard
- 1935 : Une nuit de noces de Georges Monca et Maurice Kéroul
- 1935 : La Marraine de Charley de Pierre Colombier - Un rédacteur
- 1935 : Les Époux scandaleux de Georges Lacombe
- 1935 : Le Tampon du colonel de Georges Pallu et Max Lerel - court métrage -
- 1935 : Son frère de lait de Georges Pallu et Max Lerel - court métrage -
- 1935 : La Ronde du brigadier Bellot de Raymond Ruffin - court métrage -
- 1935 : Papa sandwich de Pierre Weill - court métrage -
- 1936 : La Course à la vertu de Maurice Gleize (également producteur)
- 1936 : Remarions-nous de Pierre Weill et Maurice Labro - court métrage - Le fiancé qui pleure sans cesse
- 1936 : Trois jours de perm' de Georges Monca et Maurice Kéroul
- 1938 : Un gosse en or de Georges Pallu - Gaspard